# Другі Тойзі
Другі То́йзі (рос. Вторые Тойзи, чув. Чăрăш Туçа) — присілок у складі Цівільського району Чувашії, Росія. Входить до складу Конарського сільського поселення.
Населення — 133 особи (2010; 142 у 2002).
Національний склад:
- чуваші — 99 %

Стара назва — Тойзі 2-і.